# Accord du 16 juillet 1964 entre la Belgique et la Turquie relatif à l'occupation des travailleurs turcs en Belgique
L'accord entre la Belgique et la Turquie relatif à l'occupation des travailleurs turcs en Belgique du 16 juillet 1964 et publié au Moniteur belge le 17 juin 1977 a pour objet l'organisation de l'échange de main-d'œuvre turque entre la Belgique et la Turquie. La signature de cette convention s'est faite dans un contexte d'après-guerre, à une période où chacun des deux pays a connu des bouleversements économiques, sociaux et politiques importants.

## Contexte socio-économique belge
Dans la période de l'immédiat après-guerre, la Belgique a recours à l'immigration afin de répondre à ses besoins économiques. En cette période, la reconstruction nationale est entravée par le déficit de charbon, causé par une forte diminution de la main d'œuvre autochtone dans le secteur. Cette diminution s'explique notamment par les piètres conditions de travail existantes, ainsi que par le développement du secteur tertiaire, ce qui éloigne de plus en plus les nationaux des travaux lourds et insalubres de la mine. Si dans un premier temps, la mise au travail des prisonniers de guerre comble le manque de main d'œuvre, le recours à une main d'œuvre étrangère devient rapidement la solution privilégiée par la Belgique. Les autorités belges préfèrent en effet se tourner vers une l'importation ponctuelle de main d'œuvre étrangère plutôt que de répondre aux nombreuses revendications émises par les nationaux. Si dans un premier temps, le recours à une main d'œuvre étrangère vise à répondre à des besoins de l'industrie charbonnière, celle-ci s'étend rapidement à d'autres secteurs, tels que la métallurgie, le bâtiment ou les services. Ainsi, se construit la politique d'immigration de la Belgique dans l'après-guerre.
La législation relative à l'immigration de travailleurs étrangers est principalement dictée par les employeurs. Le recours à la main d'œuvre étrangère est principalement un phénomène conjoncturel : la politique migratoire mise en place à un moment donné dépend fortement de la situation économique du pays à ce même moment. Ainsi, se succèdent des périodes d'ouverture ou de fermeture des frontières aux travailleurs immigrés. Si le recours aux immigrés vise essentiellement à répondre à des besoins économiques, progressivement, celui-ci vise également à répondre à des besoins démographiques : appel est fait aux immigrés afin de remédier à la structure démographique défaillante de la Belgique. Les immigrés devront « non seulement produire, mais aussi se reproduire ». 
Les années 1960, dites « golden sixties », témoignent d'une très forte croissance économique. Cependant, le recrutement de la main-d'œuvre étrangère est soumis à une politique d'emploi à court terme, et l'évolution jusque-là positive sera cassée au lendemain du premier choc pétrolier, en 1974. L'État belge décide de fermer ses frontières en 1974 et abandonne la politique d'immigration de main-d'œuvre. La migration familiale devient dès lors le principal moyen pour entrer légalement en Belgique.

## Le contexte turc

### Contexte politique
Jusqu'en 1950, la Turquie a suivi le régime du parti unique kémaliste, à savoir le Parti républicain du peuple, respectivement au pouvoir de 1923 (année fondatrice de la république de Turquie par le nouveau pouvoir en place) à 1950. La Deuxième Guerre mondiale a cependant marqué un point de rupture : le pouvoir politique a été contraint de passer du régime du parti unique à un système de pluralisme politique. En 1950, le Parti républicain du peuple perd les élections législatives et le parti de l'opposition bourgeoise arrive au pouvoir (Parti démocrate).

### Contexte socio-économique
Depuis la création de la république de Turquie en 1923 par Mustafa Kemal Atatürk, l'étatisme a été la politique officielle durant une trentaine d'années. Une politique protectionniste contre la concurrence étrangère était en place et une industrialisation du pays était en marche par la création de nombreuses entreprises et banques industrielles. Cependant, l'éclatement de la Deuxième Guerre mondiale a marqué une rupture avec le développement industriel dans les années quarante : les problèmes économiques, la pénurie et l'inflation ont dès lors pris le dessus. Ce n'est qu'à partir de 1950, avec l'intégration de la Turquie dans l'économie mondiale et son adhésion à l'OTAN que le pays commence à s'ouvrir à l'étranger. C'est à partir de ce moment que l'État turc montre une volonté de libéralisation de son économie, ce qui aura notamment pour effet un « taux de chômage impressionnant », que ce soit à la campagne ou à la ville.   
C'est dans cette volonté de libéralisation de l'État, qui aspire à la création d'une « industrie capitaliste nationale » et les transformations du monde rural qui en découlent que sont à chercher les principales causes de l'émigration turque.    
Cette nouvelle politique économique a engendré des bouleversements au niveau de l'agriculture : les moyens de production se mécanisent et l'économie dite du « petit paysan » se désintègre, contribuant à un important exode rural. Ce phénomène s'explique par l'attrait de la population rurale pour les régions urbaines, porteuses d'une promesse de meilleures conditions de vie et de perspectives d'emploi plus importantes. Dans un premier temps, les populations issues de cet exode se dirigent vers les grandes villes de l'Ouest de la Turquie, et par la suite, au cours des années 1960, c'est l'Europe qui est prise pour destination. L'émigration à l'étranger devient à ce moment une « politique d'État » : un premier accord belgo-turc s'amorce dès le mois de novembre 1962, notamment par l'offre de main d'œuvre (à destination prioritairement des mines) faite par les autorités turques à la Belgique. 

## La convention de main-d'œuvre entre la Belgique et la Turquie
La politique d'immigration en Belgique est caractérisée par l'institutionnalisation progressive de l'immigration. Au cours de la seconde moitié du XXe siècle, de nombreux accords seront signés entre la Belgique et d'autres pays, dont la Turquie.

### Les prémices de l'accord en 1963
Une des premières réglementations relatives à la présence de la main-d'œuvre turque se trouve dans l'accord signé le 12 septembre 1963 à Ankara, accord créant une association entre la Communauté économique européenne et la Turquie. Toutefois, il ne s'agit pas encore d'un accord conclu directement entre la Belgique et la Turquie mais bien d'une convention au niveau européen. Ce n'est qu'en 1964 que la première convention belgo-turque de main-d'œuvre sera signée entre les deux pays. 
Les pourparlers relatifs à l'embauchage des travailleurs turcs date d'avril 1963 : la Fédération charbonnière de Belgique (le Fédéchar), envoie une mission à Ankara et le processus de recrutement commence. Celui-ci est organisé sur base d'une étroite collaboration entre les services compétents turcs (l'OTRT) et belges (la mission Fédéchar). Le Fédéchar va essentiellement privilégier quatre régions de recrutement sur place : le Nord, le Centre-Nord, la région de la Mer Noire et l'Anatolie (principalement les villes d'Ankara, Kayseri, Zonguldak et Trabzon). La Turquie devient dès 1963, le pays sauveur des charbonnages belges désertés. Cependant, ce n'est qu'en novembre 1963 que les négociations destinées à l'élaboration d'une convention entre le Royaume de Belgique et la Turquie s'annoncent. 
Les négociations sont très difficiles en raison des exigences des autorités turques relatives aux conditions d'existence des ressortissants, présentées via l'ambassadeur de Turquie. Les pourparlers de l'accord traînent en longueur de sorte que les autorités belges commencent à se refroidir. Un accord est finalement trouvé fin novembre 1963 : 15 000 travailleurs turcs seront demandés par les autorités belges pour le charbonnage et les autres industries et en contre-partie, des facilités et des aides sociales seront obtenues. Quatre délégués sociaux turcs seront désignés par les ministères du Travail et des Affaires étrangères de Turquie. Ils arriveront en juillet 1964 et entreront en fonction en septembre 1964. Ils auront un rôle d'interprètes et de raffermir les décisions du patronat auprès des travailleurs.

### Signature de l'accord en 1964
L'accord est paraphé le 22 janvier 1964 par Hasan Est Isik, ambassadeur de Turquie à Bruxelles, Hasan Esat Isik et par Frans Denis, directeur général de la Direction de l'emploi au Département du travail. La signature définitive, initialement prévue « dans la quinzaine », n'aura finalement lieu que le 16 juillet 1964 et sera signée par le même ambassadeur de Turquie à Bruxelles et le ministre de l'Emploi Léon Servais. L'accord ne sera publié au Moniteur belge que le 17 juin 1977, après avoir fait l'objet d'une loi d'assentiment du 13 décembre 1976. Une Commission mixte composée de six membres maximum (trois désignés par le Gouvernement belge et trois désignés par le Gouvernement turc) sera dès lors chargée de veiller à la bonne application des dispositions de l'accord et, suivant la requête de l'une ou l'autre partie, se réunira à Bruxelles ou à Ankara.

### Contenu de l'accord
L'accord est structuré en 24 articles, fruits des négociations entre les gouvernements belge et turc, désireux de « coordonner et de préciser les dispositions relatives au statut des travailleurs turcs ». L'accord est contresigné par Léon Servais et Hasan Esat Isik, respectivement pour la Belgique et la Turquie.  

#### Dispositions générales (articles 1 à 16)
- L'article 1er prévoit que les offres anonymes de travail disponibles sont transmises aux autorités compétentes turques par les autorités compétentes belges. Concernant les offres nominatives, celles-ci ne sont transmises par les autorités compétentes belges uniquement s'il s'agit de travailleurs turcs pouvant justifier d'un lien avec des travailleurs turcs résidant d'ores et déjà en Belgique, ou avec un employeur belge.

Les autorités turques transmettent aux autorités belges dans quelle mesure ces offres peuvent être satisfaites.  
Les autorités belges fournissent aux autorités turques l'ensemble des informations relatives aux conditions de travail, d'hébergement, de salaire, aux avantages sociaux, aux retenues sur la rémunération et aux obligations découlant du contrat de travail.    
- L'article 2 prévoit que le recrutement des travailleurs turcs est organisé par les services turcs compétents et suivant la réglementation en vigueur. La sélection est réalisée sur base des éléments suivants : l'âge minimum (qui est de 20 ans) et maximum (qui est de 35 ans, sauf s'il s'agit d'un travailleur dit qualifié, auquel cas la limite est 40 ans) du travailleur lors de la signature de son premier contrat de travail, la nécessité d'être en bonne santé (un premier examen médical étant réalisé par les médecins désignés par les autorités turques et à leurs frais, accompagné le cas échéant, d'un second examen réalisé par le médecin désigné par les autorités belges et aux frais de l'employeur), certaines conditions spécifiées dans les offres peuvent être requises des candidats travailleurs (telles une certaine aptitude physique ou un certain passé professionnel) et la nécessité pour le candidat de ne pas avoir encouru de condamnation à l'emprisonnement pour motif grave.
- L'article 3 prévoit que la liste définitive des candidats admis est établie par les services compétents turcs en collaboration avec les services compétents belges. Les contrats de travail individuels étant par la suite, sur base de cette liste, délivrés et signés par l'employeur (ou son représentant) et par le travailleur. Une fois la signature, les autorités turques sont chargées de délivrer aux travailleurs les documents nécessaires à leur sortie du territoire, à savoir un passeport valable pour une durée de 2 ans. La mission diplomatique belge à Ankara et par la suite chargée de délivrer aux travailleurs une autorisation de séjour provisoire.
- L'article 4 prévoit que l'engagement des travailleurs turcs se fait par le biais d'un contrat individuel, rédigé en cinq exemplaires (un destiné aux services compétents turcs, un à la mission diplomatique belge, un au travailleur et deux à l'employeur), en un seul texte, tant en français qu'en turc. Il reprend les droits et obligations respectives du travailleur et de l'employeur.
- L'article 5 prévoit les modalités du transport des travailleurs turcs, respectivement à charge de l'employeur.
- L'article 6 prévoit l'introduction par l'employeur de la demande d'un permis de travail, délivré immédiatement par les autorités belges et dont la validité prend cours à la date de mise effective au travail. L'article prévoit que les autorités belges délivrent également le permis de séjour nécessaire.
- L'article 7 prévoit que toutes les mesures nécessaires doivent être prises par les entreprises afin d'adapter au mieux les travailleurs aux travaux qu'ils ont à exécuter. Il prévoit également que l'employeur s'engage à fournir aux travailleurs (vivant seuls ou s'ils le souhaitent, en famille) un logement convenable à un prix raisonnable, ainsi que diverses mesures en cas de maladie ou de décès dû à un accident du travail.
- L'article 8 prévoit les modalités relatives à la rupture du contrat :

En cas de rupture dite injustifiée du contrat par le travailleur, celui-ci signe une pièce faisant mention de son désir de rupture, ayant pour conséquence son rapatriement à ses frais ou à défaut ceux de l'employeur. Dans l'hypothèse de rupture justifiée par le travailleur ou injustifiée par l'employeur, possibilité est laissée au travailleur de conclure un nouveau contrat dans le même secteur endéans les 15 jours. À défaut, son rapatriement était organisé aux frais de l'(ancien) employeur.  
- L'article 9 prévoit qu'à l'expiration de son contrat, le travailleur peut rester en Belgique à condition d'être réembauché dans le secteur. Que la conclusion d'un nouveau contrat se fasse avec le même employeur ou un autre que celui-ci, l'employeur concerné doit introduire une demande de (renouvellement du) permis de séjour du travailleur turc.
- L'article 10 prévoit que « le travailleur bénéficie en Belgique des mêmes conditions de travail et de salaires que tout autre travailleur effectuant le même travail ainsi que des avantages accordés par l'employeur et en général de l'ensemble des dispositions prévues par la législation du travail et des conventions collectives ». Ce souci d'égalité et de non-discrimination avait pour but de garantir une égalité de traitement entre travailleurs étrangers et nationaux de même secteur. Concernant les enfants des travailleurs turcs, le même article 9 prévoit que ces derniers bénéficient des allocations familiales au taux belge, s'ils étaient élevés en Belgique, les allocations au taux belge leur étaient accordées. Les enfants des mineurs du fond élevés en Turquie peuvent également se voir accorder le bénéfice de ces allocations, moyennant certaines conditions.

L'affiliation des travailleurs à des organismes d'assurance maladie-invalidité était également prévue. La Convention générale de sécurité sociale de 1966 veillait à ce que les droits des travailleurs en matière d'assurance-invalidité, de pension retraite et de survie, de prestations familiales, d'accidents du travail et de maladie professionnelle soient respectés. Cette égalité s'étendait également en matière de recherche d'emploi par les ressortissants turcs qui avaient obtenu un permis de travail illimité pour toutes les professions après trois ou cinq ans (en fonction de la présence ou l'absence de leur famille sur le territoire belge).     
- L'article 11 prévoit la possibilité d'un regroupement familial pour les travailleurs turcs d'ores et déjà occupés sur le sol belge depuis un mois au minimum et à la condition de pouvoir offrir un logement convenable à leur famille. Par famille, l'article entend l'épouse ainsi que les enfants mineurs d'âge à charge, et dans des cas particuliers moyennant une autorisation préalable les ascendants à charge. Les autorités turques permettent la sortie de la famille du travailleur du territoire turc et les autorités belges délivrent les documents nécessaires à leur entrée séjour sur le sol belge.
- L'article 12 prévoit l'obtention pour les ressortissants turcs d'un permis de travail illimité étendu à l'ensemble des professions, après une durée de trois ans consécutifs de travail en Belgique pour le cas où leur famille est avec eux et un séjour régulier et ininterrompu de minimum cinq ans pour le cas où elle ne l'est pas. L'article 12 instaure l'égalité entre travailleurs belges et turcs concernant la recherche d'emploi.
- L'article 13 prévoit l'autorisation du transfert des salaires et prestations sociales à des bénéficiaires en Turquie.
- L'article 14 instaure le droit du travailleur à des congés payés annuels, tels que prévus par la législation belge ainsi que le droit à une rémunération de dix jours fériés.
- L'article 15 prévoit la possibilité laissée au travailleur turc de chômer le 29 octobre (jour de fête nationale turque, date à laquelle la Grande Assemblée nationale de Turquie a proclamé la République) ainsi que deux autres jours de fête légale en Turquie. L'article dispose que ces jours ne sont pas rémunérés mais l'absence ne sera pas considérée comme injustifiée.
- L'article 16 prévoit l'institution d'une Commission mixte, principalement chargée de veiller à l'application de l'accord, proposer les éventuelles révisions pouvant s'avérer nécessaires et traiter les problèmes susceptibles de se présenter. Celle-ci peut se réunir à Ankara ou à Bruxelles, selon les demandes formulées.

##### Les dispositions complémentaires relatives au recrutement des travailleurs destinés à être occupés en tant que mineurs du fond (articles 17 à 21)
- L'article 17 rappelle que (voy. art. 2) la limite d'âge est portée à 45 ans s'agissant des travailleurs dits qualifiés. Cette qualification est attestée par le moyen d'un document délivré par les autorités turques aux travailleurs concernés.
- L'article 18 prévoit diverses dispositions relatives à la tenue des hôtelleries destinées aux travailleurs. L'organisation et le contrôle de ces hôtelleries doivent être assuré par les charbonnages eux-mêmes. Il est prévu que les travailleurs doivent disposer d'un logement convenablement chauffé selon la saison, d'une armoire fermant à clef et de couvertures en suffisance ainsi que d’installations d’eau chaude suffisantes. Le prix de la pension complète (qui est à charge du travailleur) doit être fixé à un taux raisonnable.
- L’article 19 prévoit une période d'initiation ainsi qu'une période d'adaptation accordées afin d'assurer la préparation nécessaire aux travailleurs du fond et répondre aux exigences en matière de sécurité. Le même article prévoit que les charbonnages doivent prendre toutes les mesures nécessaires afin que l'ignorance de la langue de la région ne constitue pas un handicap pour les travailleurs, à ce titre, les charbonnages veillent à ce que les communications en matière de sécurité et d'hygiène soient traduites et affichées en langue turque (en plus de l'affichage dans la langue nationale) ainsi qu'à mettre à disposition des interprètes en nombre suffisant.
- L'article 20 prévoit les mesures prises en cas d'inaptitude aux travaux du fond. Une fois la communication de l'inaptitude constatée par le médecin du charbonnage, celle-ci est transmise au travailleur (en langue turque), qui peut respectivement: être rapatrié à Ankara, bénéficier endéans les 10 jours ouvrables d'éventuelles possibilités de placement dans un secteur déficitaire en main d'œuvre, se présenter devant un médecin désigné par le Ministère de l'Emploi et du Travail endéans les 48 h en cas de contestation de l'inaptitude. Si l'inaptitude est infirmée, le travailleur a la possibilité de conclure un nouveau contrat avec un autre charbonnage. En cas de rapatriement du travailleur, celui-ci est aux frais de l'employeur pour autant qu'il soit réalisé dans un délai de 15 jours à dater du jour de la notification d'inaptitude faite au travailleur.
- L'article 21 prévoit une indemnité couvrant les frais de voyage jusqu'à Ankara en cas de rapatriement pour le travailleur ayant été occupé de « façon régulière et ininterrompue pendant cinq ans au moins dans les charbonnages belges ».

##### Les dispositions finales (articles 22 à 24)
- L'article 22 dispose que les droits et avantages accordés aux travailleurs turcs par l'accord sont également applicables dès l'entrée en vigueur de ce dernier aux travailleurs antérieurement et régulièrement occupés en Belgique, ou dont la situation est régularisée.
- L'article 23 dispose que seuls les délégués des Gouvernements belge et turc (ou a fortiori d'autres personnes dûment mandatées à cet effet) peuvent intervenir dans le recrutement des travailleurs turcs à destination de la Belgique.
- L'article 24 prévoit que l'accord entre en vigueur dès la date de sa signature et pour une durée d'un an. La validité de l'accord sera toutefois implicitement prolongée d'année en année, sauf mention contraire (dans les 3 mois avant l'expiration de l'accord) par l'une ou l'autre des Parties contractantes. Une possibilité de révision est laissée à chacune des Parties.

### Critiques et oppositions à l'accord

#### Point de vue des autorités et des employeurs belges
Dans l'ensemble, les directions se disent assez satisfaites par le travail accompli par les travailleurs turcs. Ceux-ci s'adaptent facilement au travail minier. En outre, l'apprentissage du néerlandais ne leur pose pas de problème et leurs aptitudes physiques ravissent plus d'un dans les diverses industries. Cependant, très vite des problèmes de détournement de travailleurs voient le jour. En effet, de nombreux ouvriers se détournent des industries belges pour se tourner vers les industries allemandes et néerlandaises. Les passeports des travailleurs seront conservés par les employeurs pour empêcher les visites aux compatriotes se trouvant dans les pays limitrophes. Cette confiscation est contraire à l'accord de 1964. Les travailleurs qui le souhaitent peuvent donc faire résilier leur contrat pour non-respect de la clause stipulant que les ouvriers turcs ont le droit de garder tous leurs papiers officiels. Des grèves s'ensuivent et la revendication de leurs documents par les travailleurs turcs continue. Cependant, la direction s'obstine et ne rend pas les documents, et la tension atteint son paroxysme avec la mort d'un minier turc à Couillet,. Les passeports seront finalement rendus à l'ambassade de Turquie, qui ne les rend pas pour autant, du moins avant que les travailleurs n'obtiennent leur permis de travail A, ce qui les empêche de rentrer en Turquie en période de congé.

#### Point de vue des travailleurs turcs
De manière générale, la première moitié de l'année 1964 a été marquée par beaucoup d'incidents. En effet, les premiers arrivants turcs ne tardent pas à faire part de leur mécontentement relatifs aux conditions générales d'existence offertes par la Belgique. Certes ces conditions ont fait l'objet de négociations difficiles entre les autorités belges et turques, cependant, elles ne semblent pas suffisantes et selon les travailleurs des informations relatives au travail à accomplir ont été volontairement tues.  
Les premières questions relatives à la forte présence des travailleurs turcs s'élèvent tant au Plais de Justice que dans les hebdomadaires : le Palais se demande s'il importe d'apporter une solution au problème de la main-d'œuvre industrielle locale au risque d'introduire de l'agitation et de la violence dans la vie publique et l'hebdomadaire Pourquoi Pas ? souligne que les patrons devraient plus penser à la sécurité des Belges inquiets par la présence des Turcs et moins à la production.  

## La population turque en Belgique
L'intégration des immigrés est désormais considérée comme une nécessité politique. Pour atteindre le statut de citoyens, revendiquer leurs droits sociaux et politiques, les (travailleurs) immigrés ont traversé de rudes combats, dont ils n'étaient pas toujours les protagonistes majeurs. Ces luttes connaissent leur principal aboutissement dans le vote des deux lois suivantes : la loi sur l'accès au territoire, le séjour, l'établissement et l'éloignement des étrangers du 15 décembre 1980 et la loi tendant à réprimer certains actes inspirés par le racisme ou la xénophobie du 30 juillet 1981. Si des avancées certes remarquables ont d'ores et déjà été effectuées en matière d'immigration, nul doute[non neutre] que le chemin à parcourir reste long[style à revoir], la communauté turque demeurant encore trop souvent incomprise.[Interprétation personnelle ?]